# Katedra Matki Bożej Anielskiej w Los Angeles
Katedra Matki Bożej Anielskiej – siedziba arcybiskupa Los Angeles oraz najważniejszy kościół rzymskokatolicki archidiecezji Los Angeles w Stanach Zjednoczonych. Zbudowana została w stylu postmodernistycznym, według projektu prof. Rafaela Moneo, hiszpańskiego architekta, laureata Nagrody Pritzkera. W podziemiach świątyni znajduje się mauzoleum, w którym pochowani są m.in. św. Wibiana – patronka archidiecezji, Thaddeus Amaty Brusi – pierwszy biskup Los Angeles, John Joseph Cantwell – pierwszy arcybiskup Los Angeles, James McIntyre – pierwszy arcybiskup mianowany kardynałem, Gregory Peck – aktor, zdobywca Oscara oraz dziennikarka, działaczka społeczna i filantropka Veronique Peck.

## Galeria zdjęć

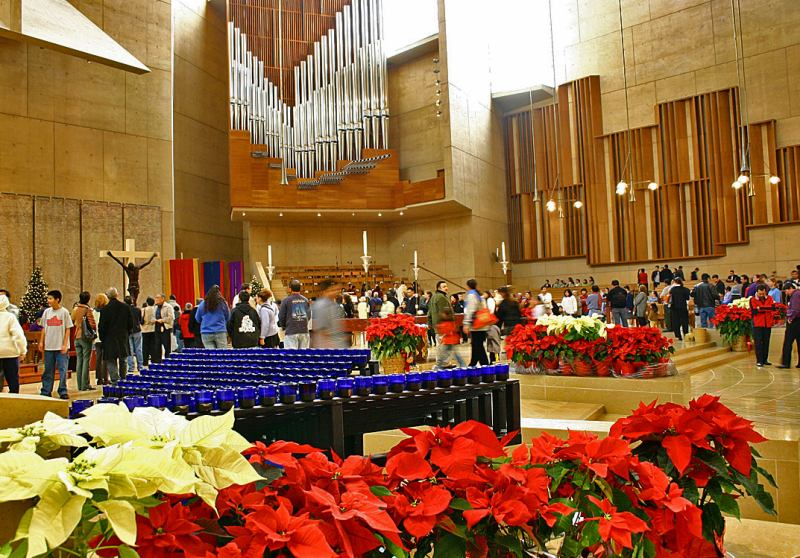
Wnętrze katedry
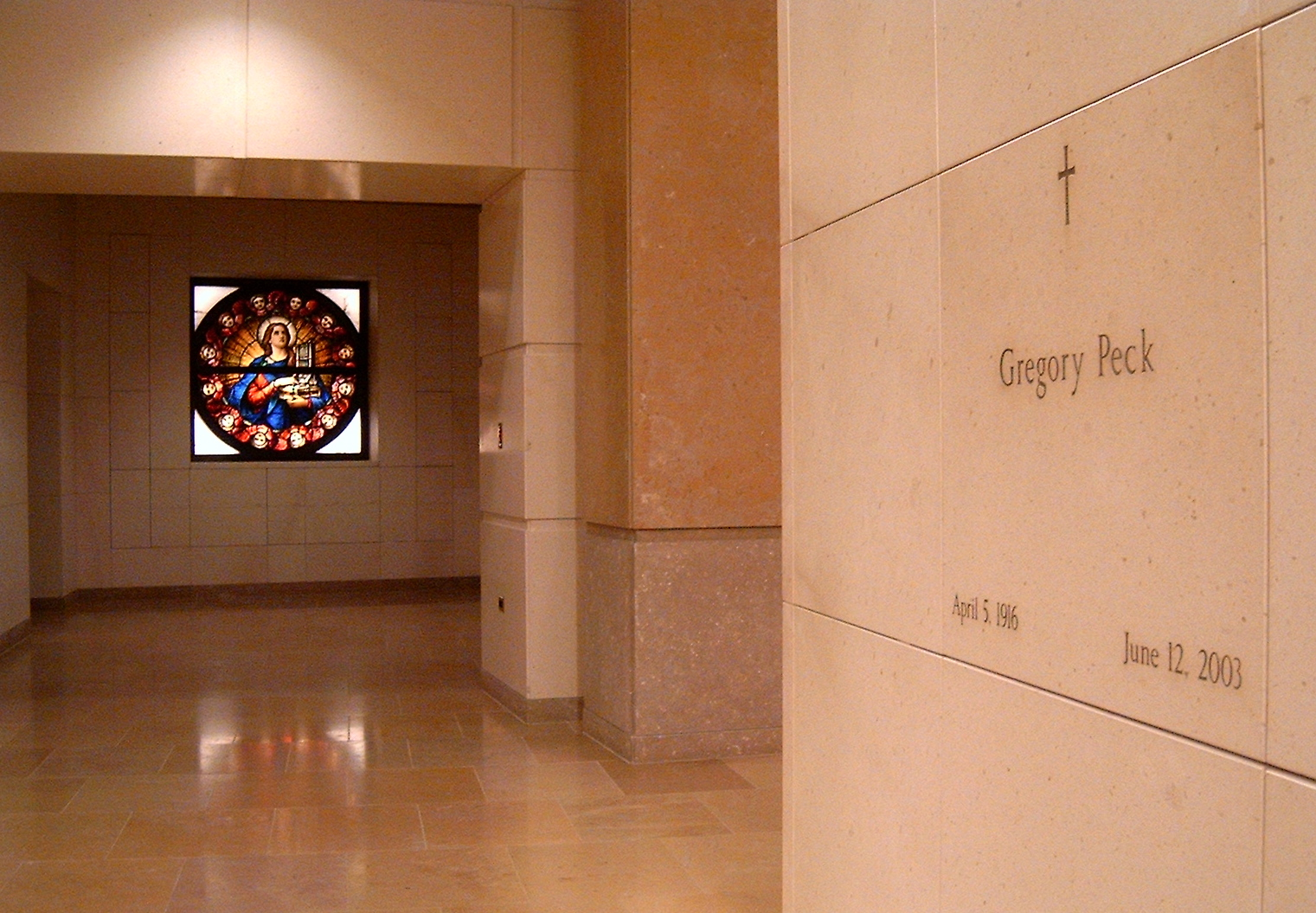
Miejsce spoczynku aktora Gregory'ego Pecka w krypcie katedralnej
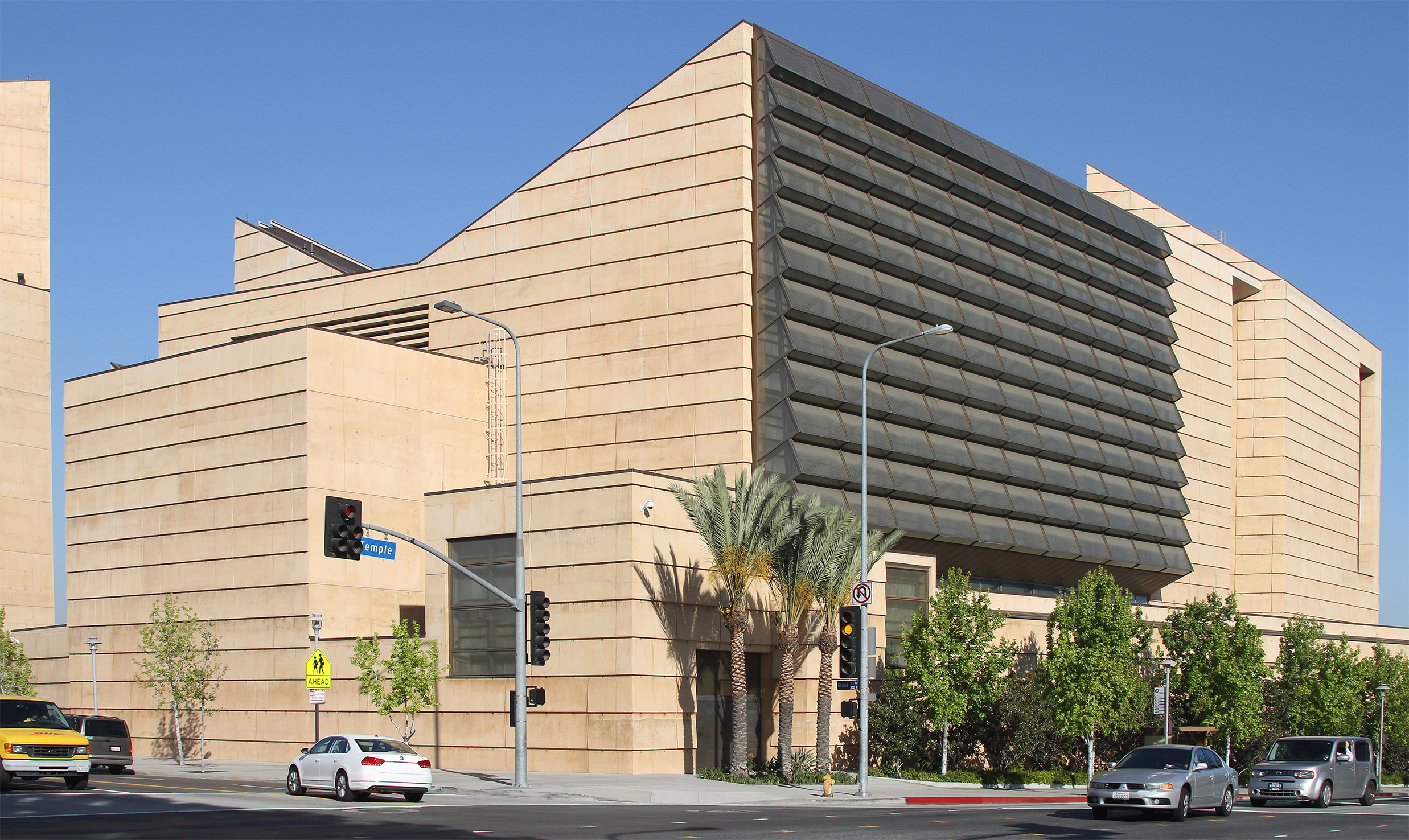
Widok katedry od strony narożnika Grand Avenue i Temple Street
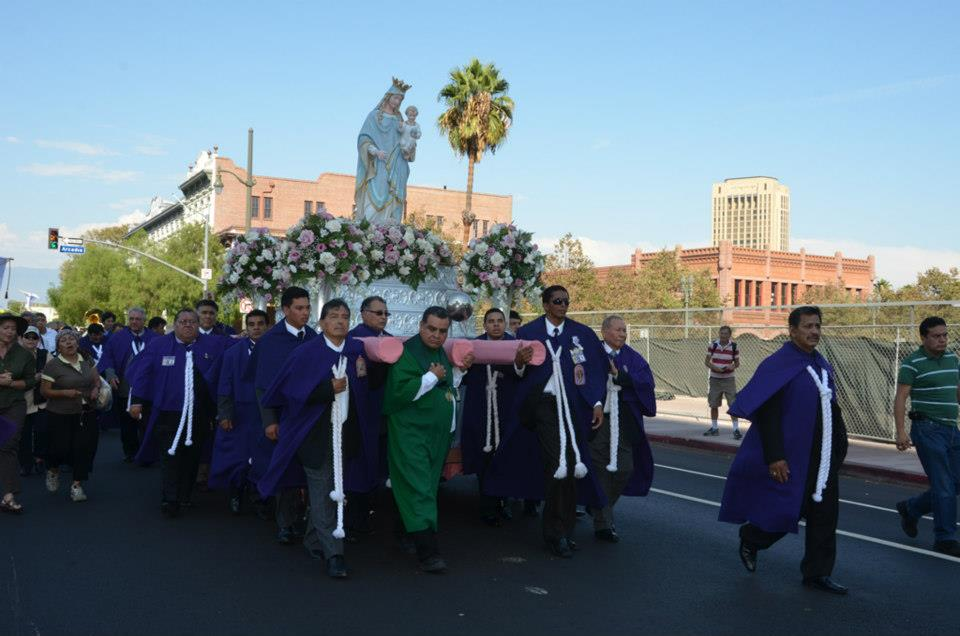
Wielka procesja maryjna przechodząca przez centrum Los Angeles w roku 2012